# Cosmianthemum viriduliflorum
Cosmianthemum viriduliflorum là một loài thực vật có hoa trong họ Ô rô. Loài này được (C.Y.Wu & H.S.Lo) H.S.Lo mô tả khoa học đầu tiên năm 1997.